# LXDE
LXDE je prosto in odprtokodno grafično namizno okolje za Unix in druge platforme skladne s POSIX, kot sta Linux ali BSD. Ime LXDE pomeni angleški akronim za »Lightweight X11 Desktop Environment«.

## Distribucije z LXDE
- Arch Linux [3]
- Debian 5.0 »Lenny« [4]
- Fedora 10[5]
- Gentoo Linux[6]
- gOS 3.0 [7]
- Greenie Linux: OS na podlagi Ubuntu z namiznima okoljema LXDE in GNOME[8]
- Hiweed 2.0RC: izpeljanska Ubuntu za uporabnike v kitajščini.[navedi vir]
- Knoppix 6.0: živi CD na podlagi Debiana ima kot privzeto namizno okolje LXDE.[9]
- lxde-sid-lite: neuradni živi CD na podlagi sidux z inštalacijami LXDE, trdega diska in USB vmesnika, posebej prikrojena za mrežne notesnike (netbook), kot je Eee PC.[10]
- Mandriva Linux 2009 podpira LXDE in se lahko naloži po inštalaciji sistema.[11]
  - Mandriva Linux 2009.1 (alias Spring) bo podpiral LXDE kot privzeto preprosto okolje.[12]
- Myah OS 3.0 Box edition: izpeljanka LXDE za OS Myah.[13]
- Parted Magic 3.1, particijsko orodje na osnovi LXDE[1]
- PUD GNU/Linux: naložljiv živi CD na osnovi Ubuntu z LXDE[14]
- openSUSE ima uradno podprte pakete v verzijah 11.0, 11.1 ter 11.2. Za slednjo verzijo je možno na pridobiti tudi neuradno živo zgoščenko.[15][16]

- Ubuntu 8.10 »Intrepid Ibex« v svojih skladiščih vsebuje LXDE, LXDE se lahko naloži tudi v prejšnjih različicah Ubuntuja[17]
- Podprojekt Ubuntuja Lubuntu, ki za svoj privzeti uporabniški umesnik in namizno okolje uporablja LXDE
- Trisquel Mini
- U-lite[18][19]
- VectorLinux Light [20]